# Macedônia (região)
A Macedônia (português brasileiro) ou Macedónia (português europeu) é uma região geográfica e histórica da península dos Bálcãs, no sudeste da Europa.
Definir os limites da Macedônia é tarefa difícil, em razão das múltiplas descrições adotadas pelos diferentes países da área. No final do século XIV, com a gradual conquista do sudeste da Europa pelos otomanos, o nome "Macedônia" desapareceu como designação administrativa por vários séculos e raramente era exibido em mapas. O nome só foi recuperado no século XIX, com a ascensão do nacionalismo macedônico. De todo modo, o termo, na sua mais ampla acepção, refere-se à região situada entre o rio Nestos e os montes Ródope, a leste; a montanha Osogovo, o Montenegro e a cordilheira dos Bálcãs, ao norte; as montanhas Jablanica e os lagos de Ocrida e de Prespa, a oeste; os montes Gramos e o monte Olimpo, ao sul.
A região geográfica da Macedônia é atualmente dividida entre a Grécia (52,4%), a Macedônia do Norte (35,8%), a Bulgária (10,1%), a Albânia (1,4%) e a Sérvia (0,3%). Cabe notar que a região não é homogênea - nem do ponto de vista geográfico, nem étnico.

## Etimologia
Μακεδών (Makedón) está relacionado com o grego μᾰκεδνός (makednós, "alto, magro"). Ambos os adjetivos derivam tradicionalmente da raiz indo-européia *mak- ou *meh2k-, que significa "longo, esguio", cognato com o grego poético makednós ou mēkedanós "longo, alto", dórico mãkos e ático mẽkos "comprimento", latim macer "magro" e protogermânico *magraz "magro". A mesma raiz e significado foram devidamente atribuídos ao nome tribal dos macedônios, que é comumente explicado como significando "os altos" ou "montanheses" em grego.